# Wereldmuziek
Wereldmuziek (ook bekend als Global Music, zie hieronder) is muziek die terug te leiden is tot een bepaalde bevolkingsgroep of land. Niet alle wereldmuziek kent een traditie van muzieknotatie. In dat geval wordt de muziek op het oor van speler tot speler doorgegeven. Daarbij verandert de muziek vaak geleidelijk, en is het niet duidelijk – en ook niet zo belangrijk – wie de componist is. Er bestaan ook tradities binnen de wereldmuziek, die zichzelf met recht als klassiek beschouwen, zoals de Hindoestaanse muziek en de Gamelan.
Groepen die wereldmuziek spelen begeleiden vaak werelddansers, beoefenaars van internationale volksdans of beoefenaars van balfolk.

## Indeling
Etnomusicologisch kan de volgende indeling gemaakt worden.

### Westerse muziek
Westerse volksmuziek is te 'vangen' in de gewone muziektheorie.
- West-Europees
Maakt meestal gebruik van de grootste gemene deler in de muziek (enkelvoudige maatsoorten, eenvoudige toonladders en ritmiek).
Nederlands - Iers - Engels - Deens - Duits - Frans - Bretoens - Noors - Pools - Spaans - Italiaans - Zweeds - USA

- Oost-Europees
Toonsoorten, maatsoorten en ritmes zijn wat vaker ongebruikelijk en klinken soms vreemd in West-Europese oren.
Balkan - Albanees - Bulgaars - Roemeens - Hongaars - Macedonisch - Klezmer - Grieks - Turks
Onder de Oost-Europese muziek valt ook de zigeunermuziek, een genre dat in de loop der eeuwen voortgekomen is uit de volksmuziek van Hongarije, Roemenië, Rusland e.a., maar door de stijl en de speelwijze van de zigeuners een eigen genre is gaan vormen.

- Latin
Latinmuziek is muziek met een vaak swingende en ritmische inslag, waarbij een vermenging van lokale muziek en populaire ritmiek optreedt. Dikwijls worden ook lokale instrumenten ingezet, zoals de panfluit of steeldrum.
Argentijns - Braziliaans - Caribisch - Colombiaans - Mexicaans - Peruviaans - Surinaams - Uruguay

### Oosterse muziek
In oosterse muziek komen alternatieve toonladders en ritmes voor die met de westerse muzieknotatie niet goed te beschrijven zijn. De microtonale toonladders wijken af van de in de westerse muziek gebruikelijke gelijkzwevende stemming. 
- Te onderscheiden zijn met name:
Arabisch - Indiaas - Gamelan - Chinees

### Afrikaanse muziek
Vooral een ritmische traditie met polyritmiek. De melodie is meestal ondergeschikt aan de ritmiek.

## Problemen
De term wordt als problematisch gezien. De benaming "wereldmuziek" wordt door westerse personen aan niet-westerse muziek gegeven. Al deze verschillende soorten muziek hebben heel verschillende kenmerken, die soms nauw verbonden zijn aan een bepaalde cultuur, boodschap of traditie. Door alle muziek uit één werelddeel, bijvoorbeeld Afrikaanse muziek, met daarin verschillende culturen, landen, bevolkingsgroepen en geschiedenissen onder een noemer te vangen, doe je de verscheidenheid oneer aan. 
Met name in de VS wordt dit als onbevredigend ervaren. Daardoor wordt daar al enige jaren de term Global Music gebruikt. De organisatie van de Grammy Awards heeft dat erkend en heeft in 2021 de Grammy voor Best World Music Album omgedoopt in Best Global Music Album. De organisatie maakte bekend dat "We onze taal updaten om een meer passende categorisering te bedenken die de huidige reikwijdte van muziek van over de hele wereld wil aanspreken en vieren. We hebben gesprekken gevoerd met artiesten, etnomusicologen en taalkundigen van over de hele wereld die vaststelden dat er een mogelijkheid was om de categorie World Music Album te updaten naar de relevantere, modernere en inclusievere term Global Music Album."
Hoogleraar etnomusicologie Carl Rahkonen definieerde wereldmuziek als “een algemene term voor muziek die geen deel uitmaakt van de belangrijkste hedendaagse westerse stromingen zoals pop, rock, klassiek, jazz, rap en elektronische muziek, en die etnische of traditionele componenten bevatten.”